# Stroguino (district)
Pour les articles homonymes, voir Stroguino.
Stroguino (Муниципальный округ Строгино) est un district administratif du district administratif nord-ouest de Moscou.

Il tient son nom d'après un village disparu et connu pour avoir existé depuis le début du XVIIe siècle comme un domaine des Romanov, qui fut plus tard une propriété de la famille Narychkine. Strogino a été intégré à Moscou en 1960 et est devenu un lieu de villégiature estival populaire grâce à ses plages. Dans les années 1970, la construction d'immeubles d'habitation dans la région a été lancé, et une microdistrict a été construit. Le boulevard Stroguinski, ou boulevard de Stroguino (Строгинский бульвар), est l'artère principale de Strogino.
Des hommes d'États soviétiques comme Mikhaïl Souslov et Constantin Tchernenko avaient une datcha dans le domaine de Troïtse-Lykovo.

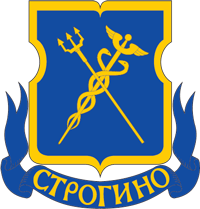
Armes du district
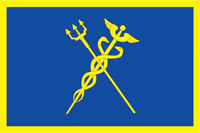
Drapeau du district